# L'assassí del calendari
L'assassí del calendari (títol original en anglès The January Man) és una pel·lícula estatunidenca dirigida per Pat O'Connor, estrenada el 1989 i doblada al català.

## Argument
Un expolicia de temperament excèntric retorna al servei per intentar posar fi a una sèrie d'onze homicidis comesos per un assassí psicòpata.

## Repartiment
- Kevin Kline: Nick Starkey
- Susan Sarandon: Christine Starkey
- Mary Elizabeth Mastrantonio: Bernadette Flynn
- Harvey Keitel: Frank Starkey
- Danny Aiello: Vincent Alcoa
- Rod Steiger: Eamon Flynn
- Alan Rickman: Ed
- Faye Grant: Alison Hawkins
- Ken Walsh: Roger Culver
- Jayne Haynes: Alma
- Brian Tarantina: Cone
- Bruce MacVittie: Rip
- Bill Cobbs: l'inspector Reilly
- Greg Walker: l'home del calendari

## Rebuda
- "Un psicòpata i, de la seva mà, el pànic. Entre la intriga, el drama romàntic i, ja posats, la comèdia, una cinta adornada amb la virtut de la peculiaritat"[3]
- A l'argument li sobre una dotzena d'estupideses i els personatges tenen tan poca consistència que només s'entén veient les cintes d'aquell any. La insubstancial posada en escena no ajuda res.[4]